# استفان سائوک
استفان سائوک (به انگلیسی: Stefan Sauk) (زاده ۶ ژوئن ۱۹۵۵) بازیگر سوئدی است.
از فیلم‌های معروف او می‌توان به بازی در هیپ هیپ هورا!، انتقام، دزدها و دختری با خالکوبی اژدها اشاره کرد.